# 藤井行徳
藤井 行徳（ふじい ゆきのり）は、幕末の公家、明治期の神職・政治家。貴族院子爵議員。

## 経歴
山城国京都で中務権大輔・藤井行道の長男として生まれる。父の死去に伴い、1891年（明治24年）7月24日、子爵を襲爵した。
慶応元年2月（1865年2-3月）元服して昇殿を許され、慶応2年1月（1866年2-3月）従五位上に叙せられ、右馬権頭に任じられた。明治元年（1868年）京都皇学所で漢学を修める。
1879年（明治12年）10月、宮中祗候となる。以後、岡山始審裁判所書記、秋田始審裁判所書記、白峯宮宮司、松尾神社宮司を歴任し、1895年（明治28年）に宮司を辞職。1897年（明治30年）英照皇太后御葬祭斎官となり、以後、歌御会講頌御人数、歌御会講師御人数、大喪使祭官などを務めた。
1897年（明治30年）7月10日、貴族院子爵議員に選出され、1918年（大正7年）7月9日まで3期在任した。1922年（大正11年）5月、平野神社宮司に就任し、1929年（昭和4年）に依願退職。1930年（昭和5年）8月30日に隠居した。

## 系譜
- 父：藤井行道
- 母：藤井寛子（猪熊慶歓長女）[1]
  - 姉：北小路道子（北小路俊親夫人）[1][9]
  - 妹：山内孝子（山内勝明夫人）[9]
- 妻：テツ（田中光顕養女）[9]
  - 長女：曦子（村田凱一夫人）[9]
  - 二男：藤井兼誼（貴族院子爵議員）[1]
  - 次女：拾子（大西芳雄夫人）[10]

## 栄典

### 位階
- 1892年（明治25年）：従四位[6]
- 1897年（明治30年）：正四位[6]
- 1903年（明治36年）：従三位[6]
- 1912年（明治45年）：正三位[6]

### 勲等・褒章
- 1906年（明治39年）：勲四等旭日小綬章[6]
- 1916年（大正5年）：勲三等瑞宝章[6]